# Зандберг, Элиэзер
Элиэ́зер За́ндберг (ивр. אליעזר זנדברג‎, род. 21 февраля 1962 года) — израильский государственный и политический деятель, министр науки и технологии Израиля (2003-2004), министр энергетики и инфраструктуры Израиля (2004), депутат кнессета (1992-2006).

## Биография
Элиэзер Зандберг родился 21 февраля 1962 года в Хайфе. Отслужил срочную службу в Армии обороны Израиля в звании старшего лейтенанта в Военной прокуратуре. Изучал юриспруденцию в Тель-Авивском университете, где получил степень бакалавра юриспруденции. После университета Зандберг вступил в партию «Цомет» и стал членом секретариата партии в 1988 году. Он также выступал в качестве юридического советника партии и был председателем Хайфского отделения партии «Цомет».

## Политическая деятельность
В 1992 году он был избран в Кнессет 13-го созыва от партии «Цомет» и сразу стал председателем парламентской фракции. В 1996 году был переизбран в Кнессет 14-го созыва от партии «Цомет», в котором работал в должности вице-спикера. В 1998 году он был назначен заместителем министра образования, культуры и спорта.
23 февраля 1999 года он покинул партию «Цомет» и стал одним из основателей партии «Ха-Мерказ». 22 марта 1999 года он ушёл и из этой партии, чтобы основать свою собственную фракцию в кнессете «Ха-Цеирим». 29 марта эта фракция влилась в парламентскую фракцию партии «Шинуй».
Переизбран в кнессет 15-го созыва от партии «Шинуй» и стал председателем парламентской фракции партии. В кнессете 15-го созыва также был наблюдателем в Совете Европы, а также был председателем Ассоциации Израильско-финской дружбы и Израильско-Южно Африканской дружбы.
В 2003 году был избран в кнессет 16-го созыва от партии «Шинуй» и был назначен министром науки и технологии Израиля. После увольнения министра Йосефа Парицкого в 2004 году стал также и министром национальной инфраструктуры. Эту должность он занимал до 4 декабря того же года, когда некоторые министры были уволены из-за своей сопротивления изменению государственного бюджета.
В начале 2006 года, Зандберг вышел из партии «Шинуй» вместе с Араамом Поразом, и через несколько дней вместе с Хеми Дороном сформировал фракцию под названием «Национальный дом», которая в дальнейшем влилась в парламентскую фракцию Ликуда.
В августе 2017 года Зандберг был арестован по подозрению в коррупции по делу о покупке в Германии подводных лодок для Израильских ВМС.

## Личная жизнь
Элиэзер Зандберг женат на учительнице математики Эйнат, у него трое детей.